# Hanwood, Australien
Hanwood är en ort i Australien. Den ligger i kommunen City of Griffith och delstaten New South Wales, i den sydöstra delen av landet, omkring 480 kilometer väster om delstatshuvudstaden Sydney.
Närmaste större samhälle är Griffith, nära Hanwood.
Omgivningarna runt Hanwood är i huvudsak ett öppet busklandskap. Runt Hanwood är det glesbefolkat, med 14 invånare per kvadratkilometer. Genomsnittlig årsnederbörd är 499 millimeter. Den regnigaste månaden är mars, med i genomsnitt 77 mm nederbörd, och den torraste är oktober, med 16 mm nederbörd.